# Eugenia rostadonis
Eugenia rostadonis là một loài thực vật thuộc họ Myrtaceae. Đây là loài đặc hữu của Malaysia.